# أزمة شمال كوسوفو 2022
الأزمة الصربية - الكوسوفوية (بالصربية: Српско-косовска криза)‏، (بالألبانية: Kriza serbo-kosovare)‏ يُعد تفاقمًا للوضع بين صربيا وكوسوفو، ويرجع ذلك رسميًا إلى انتهاء صلاحية وثائق السيارات التي تبلغ مدتها 11 عامًا في 1 أغسطس 2022.

## خلفية
في 22 سبتمبر 1991، تم الإعلان عن إنشاء جمهورية كوسوفو المستقلة. في 22 أكتوبر 1991، اعترفت ألبانيا باستقلال جمهورية كوسوفو. في عام 2008، أعلن برلمان كوسوفو الاستقلال عن صربيا، التي لم تعترف بذلك، معتبرا أن كوسوفو جزء منها تحت اسم إقليم كوسوفو وميتوهيا المتمتع بالحكم الذاتي.
في عام 2011، تم إبرام اتفاقية بين صربيا وكوسوفو بشأن استخدام وثائق ولوحات ترخيص محايدة من قبل شمالي كوسوفو، والتي تنتهي صلاحيتها في 1 أغسطس 2022. بعد ذلك، سيحصل المواطنون الصرب الذين يدخلون أراضي الجمهورية على وثائق كوسوفو المؤقتة عند عبورهم الحدود، وستصبح الوثائق الصربية غير صالحة.
لا تعترف صربيا باستقلال كوسوفو ولا ترى أنه من الممكن لكوسوفو أن تضع قواعد لتسجيل السيارات. في الاتحاد الأوروبي، تعترف جميع الدول تقريبًا بكوسوفو وأكثر من مائة عضو في الأمم المتحدة أيضًا، بينما لا تعترف روسيا والصين بكوسوفو. قال رئيس وزراء كوسوفو، ألبين كورتي، إن الجمهورية ستتقدم بطلب للحصول على عضوية الاتحاد الأوروبي بحلول نهاية عام 2022.

## مسار الأحداث
في 31 يوليو، تم وضع الجيش الصربي في حالة تأهب قصوى، وبدأ المدنيون في بناء الحواجز. أرسلت قوات كوسوفو بقيادة الناتو قوات للقيام بدوريات في الشوارع. في الوقت نفسه، أغلقت القوات الخاصة في كوسوفو الحدود. قال وزير الخارجية الصربي نيكولا سيلاكوفيتش إن كوسوفو «تستعد فعليًا للجحيم في الأيام المقبلة» للصرب الذين يعيشون في كوسوفو. وصرح عضو الحزب التقدمي الصربي، فلاديمير شوكانوفيتش، أنه من الضروري «نزع نازعة البلقان». وفقًا لصحيفة داناس الصربية، في شمال جمهورية كوسوفو المعترف بها جزئيًا، انطلقت صفارات الإنذار (في المستوطنات: Kosovska ميتروفيتسا، زوبين بوتوك ميتوهيا ).
صرحت وزارة الدفاع الصربية: "نظرًا للكم الهائل من المعلومات المضللة التي تبثها الإدارة في بريشتينا عمدًا ويتم توزيعها عبر حسابات مزيفة على مواقع التواصل الاجتماعي ومواقع فردية، مما يشير إلى حدوث بعض الاشتباكات المزعومة بين الجيش الصربي وجيش الصرب. - استدعاء شرطة كوسوفو، أفادت وزارة الدفاع أن الجيش الصربي لم يتجاوز الخط الإداري ولم يدخل بأي حال من الأحوال إقليم كوسوفو وميتوهيا ”. أشار الرئيس الصربي ألكسندر فوسيتش إلى أن بلاده "لم تكن في وضع أكثر صعوبة [في كوسوفو] مما هو عليه اليوم".
وبحسب المعطيات الأولية، كانت هناك طلقات من أسلحة أوتوماتيكية بالقرب من مدينة نوفي بازار الصربية. أعلنت صربيا عن أول مصابين عند نقطة تفتيش يارينجا، لكن كوسوفو تنفي هذه المعلومات.
صرحت وزارة خارجية أوكرانيا بأنها لا توصي مواطني أوكرانيا بزيارة صربيا.
في 1 أغسطس، بعد مفاوضات مع ممثلي الولايات المتحدة والاتحاد الأوروبي، أجلت سلطات كوسوفو مؤقتًا الحظر المفروض على الوثائق الصربية حتى 1 سبتمبر.